# Vườn quốc gia Pyhä-Häkki
Vườn quốc gia Pyhä-Luosto (Pyhä-Luoston kansallispuisto) là một vườn quốc gia ở tỉnh Lapland, Phần Lan. Vườn quốc gia này được thành lập năm 2005 khi vườn quốc gia Pyhätunturi (lập năm 1938) được nhập với vườn quốc gia Luosto. Điều này khiến cho vườn quốc gia Pyhä-Luosto xưa nhất Phần Lan nhưng cũng là vườn quốc gia mới nhất. Diện tích là 142 kilômét vuông (55 dặm vuông Anh).